# Saint-André-d’Apchon
Saint-André-d’Apchon – miejscowość i gmina we Francji, w regionie Owernia-Rodan-Alpy, w departamencie Loara.
Według danych na rok 2021 gminę zamieszkiwało 1912 osób, a średnia miejska gęstość zaludnienia wynosiła 170 osób/km² (wśród 2880 gmin regionu Rodan-Alpy Saint-André-d’Apchon plasuje się na 500. miejscu pod względem liczby ludności, natomiast pod względem powierzchni na miejscu 881.).